# Ri Pong-il
Ri Pong-il (* 29. September 1988) ist ein nordkoreanischer Eishockeyspieler.

## Karriere
Ri Pong-il debütierte bereits als 16-Jähriger bei der Weltmeisterschaft 2005 in der Division II für die nordkoreanische Nationalmannschaft. Auch 2006 stand er für die Ostasiaten in der Division II auf dem Eis. Nachdem die Nordkoreaner das Turnier 2007, das in Südkorea stattfand, boykottierten, wurden sie in die Division III zurückgestuft. In der untersten Spielklasse der WM musste die Abwehr um den Verteidiger Ri 2008 lediglich sechs Gegentore hinnehmen und schaffte ungeschlagen die Rückkehr in die Division II, die sich dann aber als zu stark erwies: Zwar wurde 2009 gegen Israel (1:2) und Island (2:3) nur mit jeweils einem Tor Unterschied verloren, aber schlussendlich standen für Ri und sein Kollektiv fünf Niederlagen aus fünf Spielen und damit der Abstieg zu Buche. So musste bei der 2010 ein neuer Anlauf in der Division III unternommen werden und erneut – diesmal durch einen 5:2-Finalsieg über Armenien – gelang der sofortige Wiederaufstieg. Aber wie schon 2007 verzichteten die Nordkoreaner auch bei der Weltmeisterschaft 2011 auf einen Start. Diesmal waren für Ris Team nicht politische, sondern finanzielle Gründe ausschlaggebend. so ging es erneut hinunter in die Division III. Doch nun scheiterten die Mannen aus Koreas Norden jeweils an den Gastgebern: 2012 reichte es nur zu Platz zwei hinter der Türkei, ein Jahr später waren die Südafrikaner stärker. Ri selbst wurde hingegen in beiden Jahren als bester Verteidiger des Turniers ausgezeichnet, 2012 hatte er auch die beste Plus/Minus-Bilanz und war mit sieben Punkten der beste Scorer unter den Verteidigern. Auch 2014 langte es – nun hinter Bulgarien – nur zu Platz zwei, Ri hatte aber erneut die beste Plus/Minus-Bilanz. 2015 nahm Ri mit den Nordkoreanern beim Turnier in Izmir einen erneuten Anlauf Richtung Aufstieg. Dieses Mal gelang durch einen 4:3-Erfolg nach Verlängerung gegen die gastgebenden Türken der Sprung in die Division II, zu dem Ri als erneut bester Verteidiger des Turniers sowie als bester Spieler seiner Mannschaft maßgeblich beitrug. Bei der Weltmeisterschaft 2016 gelang seinem Team erstmals seit 2005 wieder der Klassenerhalt in der Division II, so dass er auch 2017 und 2018 dort spielte.
Zudem stand er im Aufgebot seines Landes bei den Winter-Asienspielen 2007, bei denen die Nordkoreaner in einem Feld von elf Teams den fünften Platz belegten. Auf Vereinsebene spielt Ri für Taesongsan in der nordkoreanischen Eishockeyliga.

## Erfolge und Auszeichnungen
- 2008 Aufstieg in die Division II bei der Weltmeisterschaft der Division III
- 2010 Aufstieg in die Division II bei der Weltmeisterschaft der Division III, Gruppe B
- 2012 Bester Verteidiger und beste Plus/Minus-Bilanz bei der Weltmeisterschaft der Division III
- 2013 Bester Verteidiger bei der Weltmeisterschaft der Division III
- 2014 Beste Plus/Minus-Bilanz der Weltmeisterschaft der Division III
- 2015 Aufstieg in die Division II, Gruppe B, bei der Weltmeisterschaft der Division III
- 2015 Bester Verteidiger bei der Weltmeisterschaft der Division III